# Paulo Sérgio Pinheiro

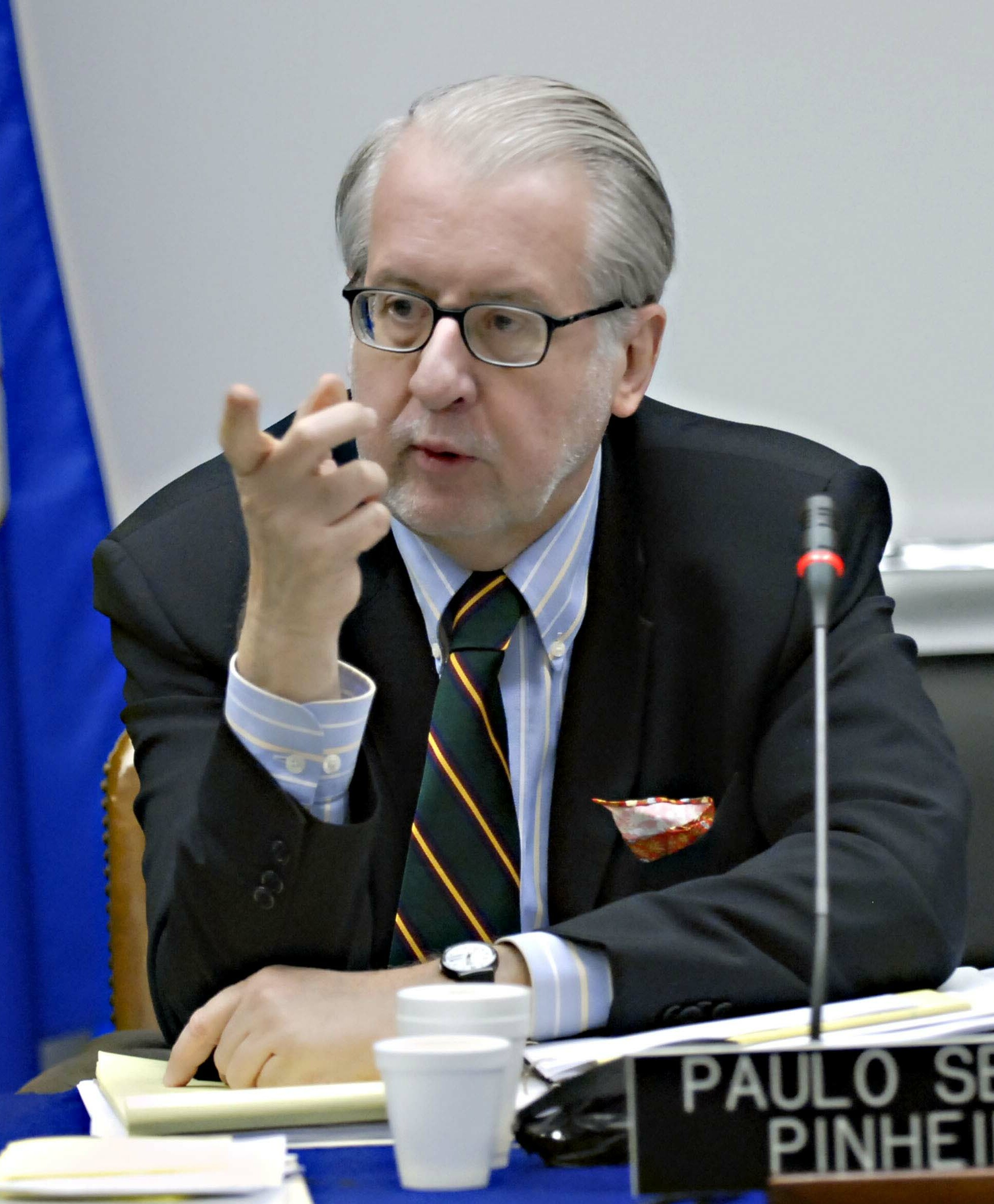
Paulo Sérgio Pinheiro (2010)

Paulo Sérgio Pinheiro (* 8. Januar 1944 in Rio de Janeiro) ist ein brasilianischer Rechtswissenschaftler mit Schwerpunkt Menschenrechte, der neben seiner wissenschaftlichen Arbeit national und international vielfältige politische und diplomatische Aufgaben übernahm.

## Herkunft und Ausbildung
Paulo Sérgio Pinheiro wurde 1944 in Rio de Janeiro geboren. Dort studierte er von 1964 bis 1966 an der Pontifícia Universidade Católica Politikwissenschaften. Von 1968 bis 1971 studierte er Soziologie an der Université de Vincennes in Paris. 1971 promovierte er an der Université Paris 1 Panthéon-Sorbonne.

## Karriere

### Akademische Laufbahn
Seit 1981 ist er an der Universidade de São Paulo tätig, 1987 habilitierte er sich mit einer Arbeit mit dem Titel Repressão e Insurreição - Comunistas, Tenentes e Violência do Estado no Brasil, 1922–1935 (dt.: Unterdrückung und Aufstand – Kommunisten, Leutnants und staatliche Gewalt in Brasilien, 1922–1935). Heute ist er ordentlicher Professor für Politikwissenschaft und Forscher am Centro de Estudos da Violência (Zentrum für das Studium der Gewalt).

### Brasilien
Er war 2002 bis 2003 Staatssekretär für Menschenrechte in der Regierung Fernando Henrique Cardoso und Mitglied der 2013 vom ehemaligen Präsidenten Luiz Inácio Lula da Silva eingesetzten Arbeitsgruppe, die den Entwurf für die brasilianische Wahrheitskommission ausarbeitete.

### Organisation Amerikanischer Staaten
Von 2004 bis 2011 war Pinheiro Kommissar und Berichterstatter für die Rechte des Kindes in der Interamerikanische Kommission für Menschenrechte der OAS.

### Vereinte Nationen
Von 1995 bis 1999 war Pinheiro für den UN-Menschenrechtsrat als UN-Sonderberichterstatter zur Menschenrechtssituation in Burundi tätig, von 2000 bis 2008 in einem entsprechenden Mandat für Myanmar. und war Mitglied der Sub-Commission on the Promotion and Protection of Human Rights der Vereinten Nationen, die von 1947 bis 2006 bestand.
2003 ernannte UN-Generalsekretär Kofi Annan Pinheiro zum Unabhängigen Experten der Vereinten Nationen im Rang eines Unter-Generalsekretärs mit dem Auftrag, eine tiefgreifende Studie über das globale Phänomen der Gewalt gegen Kinder zu erstellen, die der UN-Generalversammlung 2006 vorgelegt wurde. Seit 2011 ist er Vorsitzender der Internationalen Untersuchungskommission für Syrien und für den Zeitpunkt nach Beendigung dieser Kommission ernannter UN-Sonderberichterstatter für Syrien.

## Ehrungen (Auswahl)
- 2003 Aufnahme in die brasilianische Akademie der Wissenschaften
- 2000 Ernennung zum Kommandanten des Ordem Nacional do Mérito Científico, durch den brasilianischen Präsidenten
- 1998 Verleihung des Ordre national du Mérite der französischen Republik
- 1993 Guggenheim Fellowship 1993

## Privates
Neben seiner Muttersprache Portugiesisch spricht er Spanisch, Italienisch, Englisch und Französisch.